# The Path (Fernsehserie)
The Path (deutsch etwa Der Pfad) ist eine US-amerikanische Fernsehserie mit Aaron Paul, Michelle Monaghan und Hugh Dancy in den Hauptrollen, welche am 30. März 2016 ihre Premiere auf der Streaming-Plattform Hulu feierte. Am 4. Mai 2016 wurde die Serie um eine zweite Staffel verlängert, eine dritte Staffel ist abgeschlossen. Seit dem 15. September 2016 ist die Serie auf Amazon Video in Deutschland verfügbar.

## Inhalt
Die Serie beschäftigt sich mit den Mitgliedern einer fiktionalen Religionsgemeinschaft/Sekte, die sich "Die Meyeristen-Bewegung" (engl. "The meyerist- movement") nennt.

## Episodenliste

### Übersicht
| Staffel | Anzahl Episoden | Staffelpremiere USA | Staffelfinale USA | Staffelpremiere Deutschland | Staffelfinale Deutschland |
| ------- | --------------- | ------------------- | ----------------- | --------------------------- | ------------------------- |
| 1       | 10              | 30. März 2016       | 25. Mai 2016      | 15. September 2016          | 15. September 2016        |
| 2       | 13              | 25. Januar 2017     | 12. April 2017    | 12. Mai 2017                | 12. Mai 2017              |
| 3       | 13              | 17. Januar 2018     | 28. März 2018     | 26. April 2018              | 26. April 2018            |

### Staffel 1
| Nr. (ges.) | Nr. (St.) | Deutscher Titel    | Originaltitel         | Erstausstrahlung USA | Erstausstrahlung Deutschland | Regie          | Drehbuch         |
| ---------- | --------- | ------------------ | --------------------- | -------------------- | ---------------------------- | -------------- | ---------------- |
| 1          | 1         | Überall ist Licht  | What the Fire Throws  | 30. März 2016        | 15. September 2016           | Mike Cahill    | Jessica Goldberg |
| 2          | 2         | Paartherapie       | The Era of the Ladder | 30. März 2016        | 15. September 2016           | Mike Cahill    | Jessica Goldberg |
| 3          | 3         | Cals Entscheidung  | A Homecoming          | 6. April 2016        | 15. September 2016           | Michael Weaver | Annie Weisman    |
| 4          | 4         | Hoher Besuch       | The Red Wall          | 13. April 2016       | 15. September 2016           | Michael Weaver | Julia Brownell   |
| 5          | 5         | Das Loch           | The Hole              | 20. April 2016       | 15. September 2016           | Patrick Norris | Coleman Herbert  |
| 6          | 6         | Der Einbruch       | Breaking and Entering | 27. April 2016       | 15. September 2016           | Patrick Norris | Jessica Goldberg |
| 7          | 7         | Blut an den Händen | Refugees              | 4. Mai 2016          | 15. September 2016           | Roxann Dawson  | Jason Katims     |
| 8          | 8         | Der Weg            | The Shore             | 11. Mai 2016         | 15. September 2016           | Roxann Dawson  | Annie Weisman    |
| 9          | 9         | Die Rückkehr       | A Room of One’s Own   | 18. Mai 2016         | 15. September 2016           | Michael Weaver | Julia Brownell   |
| 10         | 10        | Anfang oder Ende?  | The Miracle           | 25. Mai 2016         | 15. September 2016           | Michael Weaver | Jessica Goldberg |

### Staffel 2
| Nr. (ges.) | Nr. (St.) | Deutscher Titel      | Originaltitel          | Erstausstrahlung USA | Erstausstrahlung Deutschland | Regie            | Drehbuch         |
| ---------- | --------- | -------------------- | ---------------------- | -------------------- | ---------------------------- | ---------------- | ---------------- |
| 11         | 1         | Zwischen den Welten  | Liminal Twilight       | 25. Januar 2017      | 12. Mai 2017                 | Michael Weaver   | Jessica Goldberg |
| 12         | 2         | Dunkelheit und Licht | Dead Moon              | 25. Januar 2017      | 12. Mai 2017                 | Michael Weaver   | Annie Weisman    |
| 13         | 3         | Vater und Sohn       | The Father and the Son | 1. Februar 2017      | 12. Mai 2017                 | Michael Slovis   | Julia Brownell   |
| 14         | 4         | Die rote Wand        | The Red Wall           | 8. Februar 2017      | 12. Mai 2017                 | Michael Slovis   | Julia Brownell   |
| 15         | 5         | Tödliches Gift       | Why We Source          | 14. Februar 2017     | 12. Mai 2017                 | Norberto Barba   | Jessica Goldberg |
| 16         | 6         | Veränderungen        | For Our Safety         | 22. Februar 2017     | 12. Mai 2017                 | Norberto Barba   | Justin Doble     |
| 17         | 7         | Die Entführung       | Providence             | 1. März 2017         | 12. Mai 2017                 | Michael Weaver   | Vanessa Rojas    |
| 18         | 8         | Return               | Return                 | 8. März 2017         | 12. Mai 2017                 | Michael Weaver   | Annie Weisman    |
| 19         | 9         | Der Auserwählte      | Oz                     | 15. März 2017        | 12. Mai 2017                 | Patrick Norris   | Coleman Herbert  |
| 20         | 10        | Restitution          | Restitution            | 22. März 2017        | 12. Mai 2017                 | Patrick Norris   | Jessica Goldberg |
| 21         | 11        | Wahrheiten           | Defiance               | 29. März 2017        | 12. Mai 2017                 | Phil Abraham     | Coleman Herbert  |
| 22         | 12        | Chaos                | Spiritus Mundi         | 5. April 2017        | 12. Mai 2017                 | Sian Heder       | Coleman Herbert  |
| 23         | 13        | Eine neue Ära        | Mercy                  | 12. April 2017       | 12. Mai 2017                 | Jessica Goldberg | Jessica Goldberg |

### Staffel 3
| Nr. (ges.) | Nr. (St.) | Deutscher Titel             | Originaltitel           | Erstausstrahlung USA | Erstausstrahlung Deutschland | Regie            | Drehbuch               |
| ---------- | --------- | --------------------------- | ----------------------- | -------------------- | ---------------------------- | ---------------- | ---------------------- |
| 24         | 1         | Neuanfang                   | The Beginning           | 17. Januar 2018      | 26. April 2018               | Michael Weaver   | Jessica Goldberg       |
| 25         | 2         | Ein Vieh, nichts weiter     | A Beast, No More        | 17. Januar 2018      | 26. April 2018               | Patrick Norris   | Annie Weisman          |
| 26         | 3         | Schrecken der Erinnerung    | Locusts                 | 17. Januar 2018      | 26. April 2018               | Michael Weaver   | Julia Brownell         |
| 27         | 4         | Über die Natur der Dinge    | De Rerum Natura         | 24. Januar 2018      | 26. April 2018               | Patrick Norris   | Coleman Herbert        |
| 28         | 5         | Lebendig begraben           | Pageantry               | 31. Januar 2018      | 26. April 2018               | Stacie Passon    | Vanessa Rojas          |
| 29         | 6         | Die Wahrheit und der Glaube | Messiah                 | 7. Februar 2018      | 26. April 2018               | Stacie Passon    | Andrew Hinderaker      |
| 30         | 7         | Die Gärten von Giverny      | The Gardens at Giverny  | 14. Februar 2018     | 26. April 2018               | Peter Sollett    | Jessica Goldberg       |
| 31         | 8         | Das Ritual                  | The Door                | 21. Februar 2018     | 26. April 2018               | Peter Sollett    | Annie Weisman          |
| 32         | 9         | Die Botschaft des Lichts    | The Veil                | 28. Februar 2018     | 26. April 2018               | Michael Weaver   | John O’Connor          |
| 33         | 10        | The Strongest Souls         | The Strongest Souls     | 7. März 2018         | 26. April 2018               | Michael Weaver   | Lorna Clarke Osunsanmi |
| 34         | 11        | Böser Glaube                | Bad Faith               | 14. März 2018        | 26. April 2018               | Jacob Hatley     | Coleman Herbert        |
| 35         | 12        | Entscheidungen              | A New American Religion | 21. März 2018        | 26. April 2018               | Jessica Goldberg | Julia Brownell         |
| 36         | 13        | Blood Moon                  | Blood Moon              | 28. März 2018        | 26. April 2018               | Phil Abraham     | Jessica Goldberg       |

## Synchronisation
Die deutsche Synchronisation entstand im Auftrag der Interopa Film GmbH in Berlin. Für die erste Staffel war Christian Schneider verantwortlich, ab der zweiten Staffel Karin Lehmann.

### Hauptdarsteller
| Rolle                | Schauspieler      | Deutscher Sprecher   |
| -------------------- | ----------------- | -------------------- |
| Eddie Lane           | Aaron Paul        | Marcel Collé         |
| Cal Roberts          | Hugh Dancy        | Matthias Deutelmoser |
| Sarah Lane           | Michelle Monaghan | Gundi Eberhard       |
| Mary Cox             | Emma Greenwell    | Friederike Walke     |
| Detective Abe Gaines | Rockmond Dunbar   | Matti Klemm          |
| Hawk Lane            | Kyle Allen        | Konrad Bösherz       |
| Ashley Fields        | Amy Forsyth       | Victoria Frenz       |
| Alison Kemp          | Sarah Jones       | Rubina Nath          |

### Wiederkehrende Darsteller
- Minka Kelly als Miranda Frank
- Stephanie Hsu als Joy[13] (Dt. Synchronisation: Lina Rabea Mohr)
- Kathleen Turner als Brenda Roberts[11]
- Max Ehrich als Freddie Ridge
- Keir Dullea als Dr. Steven Meyer
- Deirdre O’Connell als Gaby (Dt. Synchronisation: Karin David)
- Peter Friedman als Hank (Dt. Synchronisation: Uwe Karpa)
- Patch Darragh als Russel (Dt. Synchronisation: Florian Hoffmann)
- Ali Ahn als Nicole (Dt. Synchronisation: Anita Hopt)
- Ali Marsh als Meg (Dt. Synchronisation: Uschi Hugo)
- Michael Countryman als John Ridge (Dt. Synchronisation: Matthias Klages)
- Aimee Laurence als Summer (Dt. Synchronisation: Carola Boetius)
- Brian Stokes Mitchell als Bill (Dt. Synchronisation: Ronald Nitschke)
- Jeb Brown als Wesley Cox (Dt. Synchronisation: Jan Spitzer)
- Britne Oldford als Noa (Dt. Synchronisation: Jessica Walther-Gabory)